# Gray Spur
Der Gray Spur ist ein Felssporn im westantarktischen Marie-Byrd-Land. Er ragt zwischen dem Aaron-Gletscher und dem Counts-Eisfall auf der Ostseite des Ford-Massivs in den Thiel Mountains auf. 
Mitarbeiter des United States Geological Survey kartierten das Gebiet von 1960 bis 1961. Das Advisory Committee on Antarctic Names benannte ihn 1962 nach dem Flugzeugmaschinisten der United States Navy James L. Gray, der beim Absturz einer Lockheed P-2 unweit der Wilkes-Station am 9. November 1961 gemeinsam mit vier weiteren Passagieren ums Leben gekommen war. 